# Bruce Altman
Bruce Altman (New York, 3 juli 1955) is een Amerikaans acteur. Hij speelt vooral in films, maar maakt soms ook zijn opwachting in televisieprogramma's. Altman begon zijn carrière rond 1986 en is anno 2019 nog steeds actief. 
Hij is getrouwd en heeft een dochter.

## Filmografie

### Films
- Regarding Henry (1991)
- My New Gun (1992)
- Glengarry Glen Ross (1992)
- Rookie of the Year (1993)
- Mr. Wonderful (1993)
- Mr. Jones (1993)
- Quiz Show (1994)
- The Paper (1994)
- Rescuing Desire (1996)
- To Gillian on Her 37th Birthday (1996)
- Cop Land (1997)
- Rituals and Resolutions (1999)
- Girl, Interrupted (1999)
- L.I.E. (2001)
- Get Well Soon (2001)
- Changing Lanes (2002)
- Marci X (2003)
- Matchstick Men (2003)
- Twelve and Holding (2005)
- Running Scared (2006)
- National Lampoon's Bag Boy (2007)
- Deception (2008)
- Puppy Love (2008)
- Peter and Vandy (2009)
- Bride Wars (2009)
- The Skeptic (2009)
- Solitary Man (2009)
- It's Complicated (2009)
- The American (2010)
- Morning Glory (2010)
- Fifty Shades Darker (2017)

### Televisie
- Touched by an Angel
- Nothing Sacred
- Law & Order
- Law & Order: Criminal Intent
- Law & Order: Special Victims Unit
- The Sopranos
- Recount
- Rescue Me
- Modern Family
- Mr. Robot